# 兇手
凶手，又稱為 殺人者、殺手。凶手是命案的罪魁禍首，殺人在法律中被認為極嚴重罪行。在法庭判決前，「凶手」只可稱為「疑凶」。